# Ascleropsis
Ascleropsis — род жуков-узкокрылок.

## Распространение
В России распространены два вида.

## Описание
Тело от сравнительно узкого до широкого, часто более или менее выпуклое; имеет обычно тёмный окрас с металлическим отблеском, реже рыже-бурые. Последний членик челюстных щупиков от секировидного до ножевидного. Глаза маленькие, от слабо до сильно выемчатого. Ширина головы с глазами приблизительно равна ширине переднеспинки. Переднеспинка различной формы, обычно с двумя вдавлениями с боков расширеной части, а сзади нередко килевидно возвышена. Коготки простые. Жилки надкрылий выражены по-разному.

## Систематика
Ранее виды Ascleropsis konoi и Ascleropsis japonica входили в составы рода Asclera.

### Перечень видов
В состав рода входят:
- Ascleropsis excellens Fleischer, 1919 — Малая Азия
- Ascleropsis kolibaci Љvihla, 1997 — Сычуань (Maowen)
- Ascleropsis konoi Nikitsky, 1996 — Япония
- Ascleropsis japonica (Pic, 1910) — Япония
- Ascleropsis miladae Љvihla, 2005 — Сычуань
- Ascleropsis nepalensis Љvihla, 1987 — Непал
- Ascleropsis obscuroides Љvihla, 1987 — Непал
- Ascleropsis oudai Љvihla, 1999 — Сычуань (Вэньчуань)
- Ascleropsis similis Љvihla, 1997 — Шаньси (Хуашань)
- Ascleropsis volkovitshi Љvihla, 1997 — Сычуань (Кандин)